# Шпигел
Шпигeл су немачке новине чија се издавачка кућа налази у Хамбургу. Продаје се широм света. Продато је укупно 843.805 примерака, тј. 20,2% мање од 1998. године. Због свог утицаја на формирање јавног мњења, често га сматрају водећим медијем. Шпигeл као и један од његових оснивача Рудолф Аугштајн заузимају битну улогу у историји немачких медија. Часопис је основан 1947. године. Током времена се показао значајним у борби за слободу медија кроз разоткривање разних политичких афера. Шпигел сарађује са Шпигeл-Онлајн која такође припада издавачкој кући Шпигeл, али су у уредничком и предузетничком смислу одвојене.
Са недељним тиражом од 695.100 примерака, био је највећа таква публикација у Европи 2011. године. Основали су га 1947. године Џон Симор Челонер, официр британске војске, и Рудолф Аугштајн, бивши радио оператер Вермахта, кога је Међународни институт за штампу 2000. године прогласио једним од педесет светских хероја слободе медија. Типично, часопис има однос садржаја и рекламе 2:1.
Der Spiegel је познат у земљама немачког говорног подручја углавном по свом истраживачком новинарству. Играо је кључну улогу у откривању многих политичких скандала као што су афера Шпигл 1962. и афера Флик током 1980-их. Према The Economist, Der Spiegel је један од најутицајнијих часописа у континенталној Европи. Истоимени веб-сајт са вестима је покренут 1994. године под именом Шпигел Онлајн са независном редакцијом. Данас садржај креира заједнички уреднички тим и веб локација користи исти медијски бренд као штампани часопис.

## Историја
Још пре Првог светског рата Лион Феuхтвангер, из Минхена, издао је часопис под називом Шпигел. Поменути је у новембру 1908. спојен са Зигрид Јакобсоновим позориштем, док са данашњим Њуз магазином Шпигел није у никаквој вези. Након Другог светског рата, прво издање часописа Шпигел издато је у суботу 4. јануара 1947. године у граду Хановер. Под насловом Ове седмице се већ у новембру 1946. године појавио претеча који је био под утицајем америчких и британских магазина и у почетку под поткровитељством британске војне управе. Три одговорна медијска официра били су Џон Сеимор Шалонер, Хенри Ормонд и Хери Бохрер, последњи као главни уредник. Седмим издањем је часопис предат у немачке руке. Рудолф Аугштајн који је водио немачки реферат код Ове седмице, добио је издавачку дозволу и преузео часопис. Променио је назив у Шпигел и постао његов издавач и главни уредник. У јануару 1947. године је објављено прво издање које је настало у Хановеру. Достигло је тираж од 15.000 примерака због ограничавања потрошње папира која су одредили Британци. Године 1949. је редакција одредила статут новине:
" Све обрађене и забележене информације, вести и чињенице у Спиегел-у морају бити усклађене. Свака информација и чињеница треба бити пажљиво и тачно проверена. "
Испуњењу наведних циљева и тежњи служи Шпигел-архива, која је постала позната ван оквира Немачке и са запослених 80 радника важи као највећи светски документациони и истраживачки одел у новинарству.

## 50-е године
Године 1950, Шпигел је открио да су чланови Бундестага, при избору главног града, били потплаћени да гласају за Бон. У том спору је Рудолф Аугштајн био позван као сведок, међутим није одао изворе информацији те се бранио ћутањем због поверљивости података. Године 1952. наступа Шмајзер-афера. Ханс Конрад Шмајзер био је бивши агент француске тајне службе. Он је тврдио да су канцелар Конрад Аденауер, директор министарства Бланкенхорн и генерал Рајфешајд радили за француску тајну службу и да су давали тајне информације француском агенту. 1958. године у Шпигел-у почела је дебата о доношењу закона у хитним ситуацијама, из којих су (1960., 1963, 1965.) састављени законски списи министра унутрашњих послова Герарда Шродера.
Још у самом почетку свог рада је Шпигел достигао велики значај. Број штампања новина је екстремно порастао: 1961. године је износио 437.000 примерака. Са економским успехом стекли су и већи публицитет као и полички утицај.

## Шпигел-афера
10. октобра 1962. године у Шпигелуу се појавио чланак Спремни за одбрану у којем је одговорни уредник Конрад Ахкерс цитирао интерне документе немачке војске. Закључио је да НАТО и Савезна република не би биле у стању да одбране уколико би дошло до совјетског напада. Дана, 26. октобра 1962. године су претресли издавачку кућу у Хамбургу и редакцију у Бону. Издати су налози за хапшење под сумњом издаје државе, издајничког фалсификовања и давања мита. Немачки министар одбране Франц Јозеф Штраус издао је налог за хапшење Конрада Ахлерса због лажних тврдњи, те га је шпанска полиција предала Немачкој. Два дана после се Рудолф Аугштајн предао полицији, задржан је у притвору и подвргнут истрази. Јавност је показала солидарност за часопис и одржани су бројни протести. Након 103 дана проведних у затвору, Аугштајн је пуштен на слободу. Штраус 1963. године о овом часопису каже:
"Они су гестапо данашњице Немачке. Они воде хиљаде личних аката. Када се присећам немачке наци-историје, скоро свако има нешто да затаји што омогућава уцену ... Био сам присиљен да делујем против њих. "
Након афере Штраус је морао дати оставку. Више пута је кршио немачко и међународно право, поготово налог за хапшење Конрада Ахлерса у Шпанији. Канцелар Аденојер је преживео аферу релативно "неоштећен" тврдећи да га је министар одбране погрешно информисао.
Због мањка доказа Савезни суд је 13. маја 1965. године, одбило почетак суђења против Ахлерса и Аугсшајна. Афера Шпигел је у великој мери утицала на јавност, поготово на припаднике млађе генерације и критичне интелигенције, које су ангажовали за недељне новине које су биле гаранција за слободу мишљења.

## Почетак 1990-их
18. јануара 1993. године на захтев главног уредника Хелмута Маркворта појавило се прво издање Фокус (новине, Минхен)а као конкуренција, а не као споредни медиј Шпигел-а. То је довело до јасних и приметних промена. Фокус је намерно био замишљен као против теза и алтернатива Шпигел-а, што се посебно може видети у политичким струјама и релативно благим руковањем оглашивачима.
Ули Баур који је такође поред Маркворта био уредник Фокуса, резимирао је уредничку политику Фокуса у односу на познату Аугштајнову изјаву: "Када је Шпигел у сумњи лево, ми смо у сумњи десно."
Шпигел је претрпео губитак подршке за више од 10% и пад продаје тиража пао је за више од 12%.
Године 1995. број читалаца био је преко 7 милиона. Тад је основан ТВ Шпигел и Шпигел Специал. У јануару 1997. године обележена је 50. годишњица Шпигел-а. Према анкети од 1536 немачких новинара у пролеће 2005. године утицај новина је смањен на 33, 8% испитаника, који су описали Шпигел као главни медиј, док је за 34, 6% испитаника гласало за новине Зидојче.
Од 29. октобра 2002. године Шпигел се појавио у ПДФ формату. 7. новембра 2002. године умро је издавач Рудолф Аугштајн.
Дана 5. фебруара 2008. године завршила се Аугштајнова афера. Њега су наследили Мулер Блуменкрон, који је до краја маја био шеф Шпигел Онлајн-а и Џорџ Масколо директор градске канцеларије Шпигела.

## Садашњост
Након одласка Масколоа, Блуменкрона, Булфганг Бухнер је у септембру 2013. године постављен као уредник Шпигел Онлајн-а. Навео је да новине излазе суботом, а понедељком као што је било. Поред тога Бухнеру је у аугусту 2014. године пропао план да се новине под називом Шпигел 3.0 могу онлајн принтати.
Од 2014. године Шпигел има лабораторију за мултимедијално приповедање где се састају сарадници за мулти-објављивање информација. Шпигел такође одржава партнерство са холаднским политичким седмичним новинама ХП / Де Тијд које преузимају репортаже Шпигел-а.
Зграда Шпигел-а основана је у септембру 2001. године у Хаферн Цити, дизајнирана од данског архитекта Хернинга Ларсена.

## Пријем
Када је Стефан Аст преузео власт 1994. године, читаоци часописа су схватили да је његова личност другачија од његовог претходника. Године 2005, документарни филм Стефана Ламбија га је цитирао на следећи начин: „Ми стојимо на веома великом топу!“ Политичари свих боја који су морали да се носе са пажњом часописа често су изражавали своје незадовољство због тога. Отворени конзервативац Франц Јозеф Штраус је тврдио да је Der Spiegel „Гестапо нашег времена”. Он је генерално новинаре назвао „пацовима“. Социјалдемократа Вили Брант је то назвао „Scheißblatt” (тј. „усране новине”) током свог мандата као канцелар.
Der Spiegel често производи дугометражне чланке о проблемима који утичу на Немачку (као што су демографски трендови, застој федералног система или питања њеног образовног система) и детаљно описује опционе стратегије и њихове ризике. Часопис игра улогу лидера мишљења у немачкој штампи.